# 276681 Loremaes
276681 Loremaes è un asteroide della fascia principale. Scoperto nel 2003, presenta un'orbita caratterizzata da un semiasse maggiore pari a 2,3960429 UA e da un'eccentricità di 0,1157081, inclinata di 4,34361° rispetto all'eclittica.
L'asteroide è dedicato a Lore Maes, figlioccia di uno degli scopritori.